# Tricoryhyphes mulaiki
Tricoryhyphes mulaiki är en dagsländeart som först beskrevs av Jay R. Traver 1959.  Tricoryhyphes mulaiki ingår i släktet Tricoryhyphes och familjen Leptohyphidae. Inga underarter finns listade i Catalogue of Life.